# Jochen Plogsties

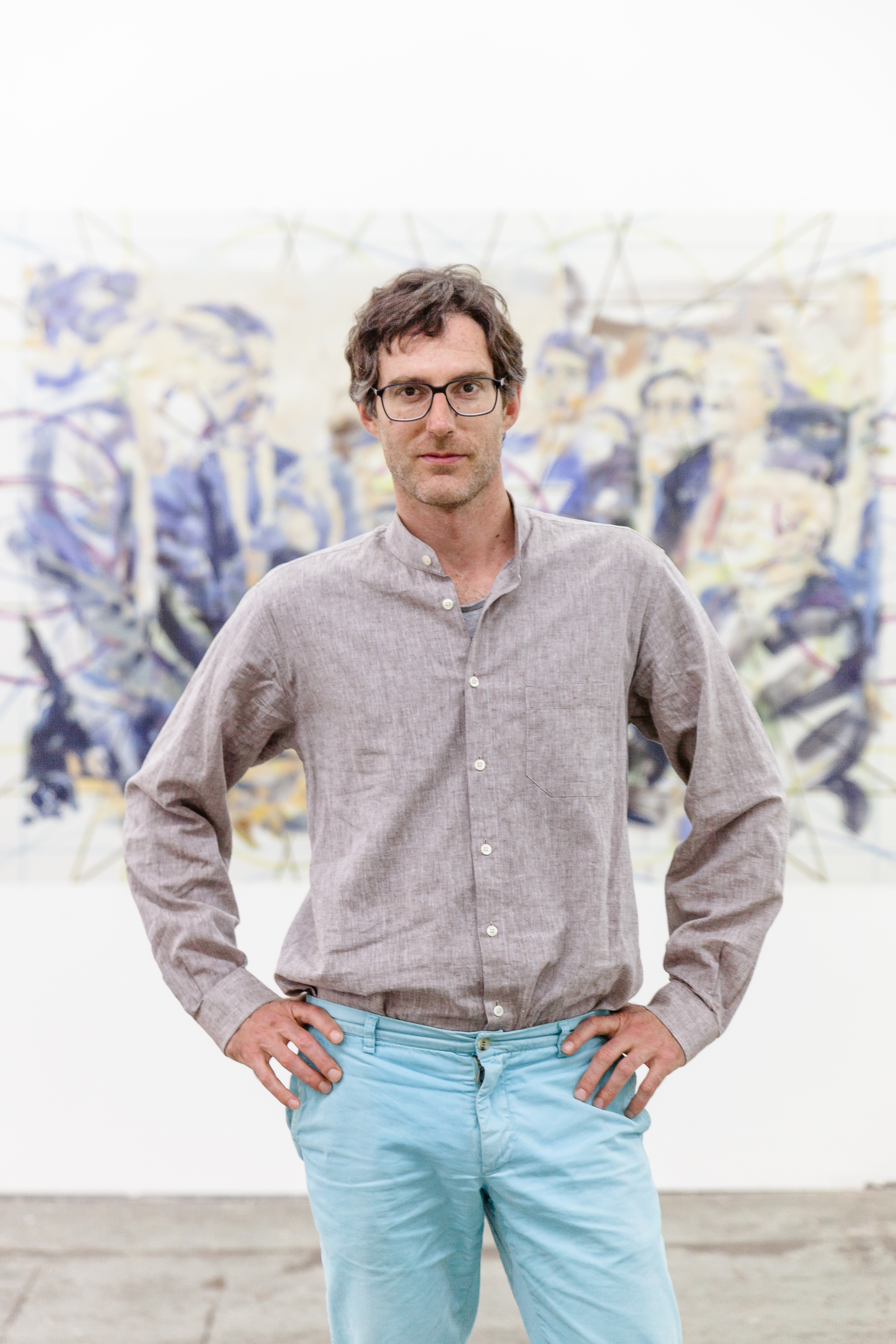
Jochen Plogsties (2019)

Jochen Plogsties (* 1974 in Cochem) ist ein zeitgenössischer Maler. Er lebt und arbeitet in Leipzig. Seit 2006 befindet sich sein Atelier auf dem Gelände der ehemaligen Leipziger Baumwollspinnerei.

## Leben
1974 geboren in Cochem an der Mosel studierte Plogsties 1997 bis 2003 an der Kunsthochschule Mainz bei Friedemann Hahn, wechselte dann an die Hochschule für Grafik und Buchkunst in Leipzig. Bis 2006 studierte er bei Arno Rink, 2006–2008 war er Meisterschüler bei Neo Rauch.

## Werk
Jochen Plogsties verbindet in seiner Arbeit die fünffache Symmetrie mit Motiven figurativer Darstellung. So werden Brücken geschlagen, die Verbindungen zwischen tradiert gegensätzlichen Auffassungen zeigen, wie beispielsweise abstrakt und gegenständlich oder östlich und westlich. In seiner Malweise kann man Einflüsse seiner Lehrer, Friedemann Hahn, Arno Rink und Neo Rauch durchaus erkennen. Seine appropriative Grundhaltung stellt allerdings ein deutliches Alleinstellungsmerkmal dar. Bestehende Motive, oft längst zu Ikonen der Kunstgeschichte geworden, werden bei Plogsties erneut aufgeführt. Dabei verändert Plogsties in seiner Aneignung die Vorbilder nicht nur in Format, Farbigkeit und Faktur, sondern überträgt sie in eine trockene, in mehreren Schichten angelegte Malerei.
Im Kunstforum International beschreibt Rainer Unruh seine Begegnung mit Plogsties´ Mona Lisa: „So steht man halb ratlos, halb neugierig vor dem Bild in der Hannoveraner Kestner Gesellschaft. Und ertappt sich dabei, dass man auf einmal wieder genau hinschaut, die Stellung der Augen studiert, die Falten der Kleidung und natürlich das mysteriöse Lächeln der Frau. Man macht die paradoxe Erfahrung, dass eine Kopie des wohl am meisten kopierten Gemäldes der Kunstgeschichte einem die Augen öffnet für das, was dieses Werk auszeichnet […].“

## Auszeichnungen & Stipendien (Auswahl)
- 2019: Kunstpreis PARADIGMA Blickwechsel[4]
- 2015: Künstlerresidenz, Sommer Frische Kunst, Bad Gastein, Österreich[5]
- 2011: Kunstpreis der Leipziger Volkszeitung[6]
- 2009: Künstlerresidenz am ISCP, New York City, USA, gefördert von der Kulturstiftung des Freistaates Sachsen (KdFS)[7]

## Einzelausstellungen (Auswahl)
- 2021: Küsse am Nachmittag. Kunsthaus Artes, Berlin
- 2021: vor Tizian nach Monet. MEWO Kunsthalle, Memmingen[8]
- 2019: Yang Chen. Brandenburgisches Landesmuseum für moderne Kunst, Frankfurt an der Oder
- 2018: Only Lovers Left Alive. Collectors Room, Hamburg[9]
- 2014: Küsse am Nachmittag. Kestnergesellschaft, Hannover[10]
- 2014: Der Traum des Joachim. Neuer Kunstverein Gießen[11]
- 2011: Jochen Plogsties. 9. Kunstpreis der Leipziger Volkszeitung Museum der bildenden Künste Leipzig, Leipzig

## Gruppenausstellungen (Auswahl)
- 2024: Akte Pfalz. Kunstverein Bad Dürkheim, Bad Dürkheim[12]
- 2024: Homo Sentience. Galerie Schloss Parz, Grieskirchen, Österreich[13]
- 2022: Bilderkosmos Leipzig. 1905–2022. Museum der bildenden Künste, Leipzig
- 2020: Gestern, heute, übermorgen. Der Blick der Moderne in grafischen und fotografischen Werken aus der Sammlung des BLMK. Brandenburgisches Landesmuseum für moderne Kunst, Frankfurt (Oder)
- 2019: Leonardo war nie in Leipzig. Museum der bildenden Künste, Leipzig[14]
- 2019: Jochen Plogsties, Claudia Wieser – DOUBLE FEATURE. G2 Kunsthalle, Leipzig
- 2019: Nähe und Dystans. Brandenburgischer Landtag, Potsdam
- 2018: MdbK meets G2 – Malerei aus Leipzig nach 2000. Museum der bildenden Künste, Leipzig
- 2017: Freiheit, die ich meine . . . MEWO Kunsthalle, Memmingen
- 2016: #5. G2 Kunsthalle, Leipzig
- 2016: Vom Allmächtigen zum Leibhaftigen. Religiöse Motive in der SØR Rusche Sammlung Oelde/Berlin. RELíGIO – Westfälisches Museum für religiöse Kultur, Telgte
- 2015: Cumuli – Trading Places., MEWO Kunsthalle, Memmingen
- 2015: Wahrheiten – Zeitgenössische Kunst im Dialog mit alten Meistern. Museum Abtei Liesborn
- 2015: In guter Nachbarschaft. Museum der bildenden Künste, Leipzig
- 2015: #1., G2 Kunsthalle, Leipzig
- 2013: Tierstücke. SØR Rusche Collection, Museum Abtei Liesborn
- 2012: Tourné, Tourné, Tourné, Tourné. Neuer Kunstverein Gießen
- 2009: 60 40 20. Museum der bildenden Künste, Leipzig

## Publikationen (Auswahl)
- Jochen Plogsties - Küsse am Nachmittag. Lotte Dinse, Veit Görner (Hrsg.), Hirmer Verlag, München 2014, ISBN 978-3-7774-2338-8
- Erzgeburtstag. Mark Gisbourne, Clemens Meyer, Harald Wieser (Hrsg.), Kerber Verlag, Bielefeld 2013
- Jochen Plogsties - Am Brunnen vor dem Tore. The Green Box, Berlin 2012, ISBN 978-3-941644-44-1.
- Jochen Plogsties Kunstpreis der Leipziger Volkszeitung. Kerber Edition Young Art, Bielefeld/Leipzig/Berlin 2011, ISBN 978-3-86678-636-3.